# جویش کرونیکل
جویش کرونیکل (به انگلیسی: The Jewish Chronicle) هفته‌نامه منتسب به یهودیان انگلیس است که اولین شماره خود را در سال ۱۸۴۱ میلادی، منتشر کرد. هفته‌نامه جویش کرونیکل، به زبان انگلیسی منتشر می‌شود و عموماً به موضوعات و نقدهای سیاسی، ادبی، فرهنگی و ورزشی می‌پردازد.